# Bračekovia mravčekovia
Bratříček všichni mravenci je československý animovaný seriál, který zobrazuje příběhy dvou nezbedných mravenců Jula a Gusta. Seriál byl vyroben v letech 1977 až 1985. Autorem předlohy byl Jozef Pavlovič, režisér byl Zdeněk Ostrčil.

## Seznam dílů
1. Zima uprostred leta
2. Na návšteve
3. Bodkovaní
4. Drak Mak
5. Pád z jahody
6. Letom svetom
7. Na výlete v lete
8. Dobrodružstvo z pierkom
9. Súdok
10. Vodné lyže
11. Remeslo má zlaté dno
12. Krytý bazén
13. Chodníček